# Afrocentrismus
Afrocentrismus je ideologie sebeidentifikace černochů, která se z velké části vyskytuje pouze ve Spojených státech. Vychází z přesvědčení, že Afrika je pramatkou vší civilizace, že původ veškeré kultury světa je africký. To se snaží v dvoudílné knize Black Athena potvrdit běloch Martin Bernal. Podle Bernala byl Egypt černošská civilizace, odkud cestou přes antické Řecko Evropané převzali jejich kulturu a vzdělanost. Vychází z principu, že jakýkoli běloch, o jehož kořenech by se dalo pochybovat, je vlastně černoch. Podle Bernala jsou tedy černoši i osobnosti jako Sokrates, Ježíš, Puškin a Beethoven. Afrocentristé se také snaží dokázat, že zotročení afrických černochů bylo vynálezem evropských bělochů či Židů.

## Historie
Afrocentrismus vznikl jako reakce černochů na údajný eurocentrismus. Slovo vymyslel Molefi K. Asante, profesor Afrických studií (Black Studies, Africana Studies, Afro-American Studies) na univerzitě Temple ve Filadelfii. Podle Oty Ulče vědci prosazující afrocentrismus vycházejí z principu, že běloši jsou lakotní individualisté, rasisté, pokrytci, zcela neoduševnění, jsou to násilníci s válečnickými sklony, na rozdíl od černochů, obdařených silnou rodinnou loajalitou, mírumilovnou letorou, citlivějších a oduševnělejších.